# Valdallière
Valdallière – gmina we Francji, w regionie Normandia, w departamencie Calvados. Powstała 1 stycznia 2016 roku z połączenia 14 wcześniejszych gmin: Bernières-le-Patry, Burcy, Chênedollé, Le Désert, Estry, Montchamp, Pierres, Presles, La Rocque, Rully, Saint-Charles-de-Percy, Le Theil-Bocage, Vassy oraz Viessoix. Siedzibą gminy została miejscowość Vassy. W 2013 roku populacja wyżej wymienionych gmin wynosiła 6099 mieszkańców.